# Arabesque (formație)
Arabesque a fost un trio de fete din apogeul perioadei euro disco, creat în 1977 în Frankfurt, Germania. 
După lansarea primului album, componența formației s-a schimbat, păstrând doar una din membrele inițiale, Michaela Rose și înlocuindu-le pe celelalte două fete cu noile memebre Jasmin Vetter și Sandra Lauer. După destrămarea formației în 1984, Jasmin și Michaela au continuat să evolueze ca duet sub numele "Rouge", în timp ce Sandra Lauer a început propria carieră de artist solo ca Sandra, colaborând cu Mihai Crețu, iar mai târziu făcând parte din Enigma.
Arabesque devenise extrem de popular în Japonia, și de asemenea a avut un mare succes în URSS.

## Trivia
- Pe 16 decembrie 2006, Arabesque (feat. Michaela Rose și două membre noi, Sabine Kaemper și Silke Brauner) au fost capul de afiș la al doilea festival Retro FM de la Moscova. Conform presei rusești, ele intenționează să întreprindă un turneu în Japonia și posibil să lanseze un nou album.[1]

- În 2009, Fake Blood a lansat single-ul dance "I Think I Like It" în care a utilizat un sample a piesei din 1979 a lui Arabesque "In the Heat of a Disco-night".

## Discografie

### Albume
- 1978 Friday Night (numit și Arabesque-I)
- 1979 City Cats (numit și Arabesque-II)
- 1980 Marigot Bay (numit și Arabesque-III)
- 1980 Midnight Dancer (numit și Arabesque-IV)
- 1981 In for a Penny (numit și Arabesque-V)
- 1981 Caballero (numit și Arabesque-VI)
- 1982 Why No Reply (numit și Arabesque-VII)
- 1983 Dance Dance Dance (numit și Arabesque-VIII)
- 1984 Time to Say Good Bye (numit și Arabesque-IX)
- 2018 The Up Graded Collection (Original Michaela Rose)

### Single-uri
- 1977 "Hello Mr. Monkey"
- 1978 "Friday Night"
- 1979 "Fly High Little Butterfly" (doar în Japonia)
- 1979 "Rock Me After Midnight" (doar în Japonia)
- 1979 "City Cats" (doar în Germania)
- 1979 "Peppermint Jack"
- 1980 "High Life" (doar în Japonia)
- 1980 "Parties in a Penthouse" (doar în Japonia)
- 1980 "Make Love Whenever You Can" (doar în Japonia)
- 1980 "Take Me Don't Break Me" (doar în Germania)
- 1980 "Marigot Bay" (doar în Germania)
- 1981 "Midnight Dancer" (doar în Japonia)
- 1981 "In for a Penny, in for a Pound"
- 1981 "Billy's Barbeque" (doar în Japonia)
- 1981 "Hit the Jackpot" (doar în Japonia)
- 1982 "Caballero" (doar în Japonia)
- 1982 "Young Fingers Get Burnt" (doar în Japonia)
- 1982 "Indio Boy" (doar în Germania)
- 1982 "Tall Story Teller" (doar în Germania)
- 1983 "Why No Reply"
- 1983 "Pack It Up" (doar în Japonia)
- 1983 "Dance, Dance, Dance" (doar în Japonia)
- 1983 "Loser Pays the Piper" (doar în Japonia)
- 1983 "Sunrise in Your Eyes" (doar în Germania)
- 1984 "Hearts on Fire" (doar în Japonia)
- 1985 "Time to Say Goodbye"
- 1986 "Ecstasy" (doar în Germania)
- 1998 "Hello Mr. Monkey '98" (Remix)
- 2008 "Marigot Bay 2008" (feat. Michaela Rose)
- 2014 "Dance Into The Moonlight" (feat. Michaela Rose)
- 2017 "Zanzibar" (Original Michaela Rose)

## Rouge

### Albume
- 1988 Rouge (doar Japonia)[2]

### Single-uri
- 1986 "Hold On" / "Perfect Timing"
- 1987 "Einer Von Uns" / "Nobody Knows" (Entry in the German Eurovision selections 1987)
- 1987 "The Leader of the Pack" / "So Close"
- 1988 "Love Line Operator" / "Love Line Operator" (Instrumental)
- 1988 "Love Line Operator" (Extended version) / "Love Line Operator" (Real Life Mix)
- 1988 "Koi Wa No Time" (doar Japonia)
- 1989 "Koi Wa No Time ~Loving Me Totally~" (doar Japonia) (English version of above, performed in the Tokyo Music Festival 1989)[2]